# Bahhās̄
Bahhās̄ (persiska: بهّاث, Baḩḩās̄) är en ort i Iran.   Den ligger i provinsen Khuzestan, i den centrala delen av landet, 600 km söder om huvudstaden Teheran. Bahhās̄ ligger 8 meter över havet och antalet invånare är 225.
Terrängen runt Bahhās̄ är mycket platt. Runt Bahhās̄ är det ganska tätbefolkat, med 54 invånare per kvadratkilometer. Närmaste större samhälle är Shādegān, 17,6 km söder om Bahhās̄. Trakten runt Bahhās̄ är ofruktbar med lite eller ingen växtlighet.